# Amour de gosses
Pour les articles homonymes, voir Blue Skies.
Pour plus de détails, voir Fiche technique et Distribution.
Amour de gosses  (Blue Skies) est un film muet américain en noir et blanc réalisé par Alfred L. Werker, sorti en 1929.
Le film est adapté d'une nouvelle de Frederick Hazlitt Brennan (en). 
Un remake sera tourné en 1936 : Little Miss Nobody.

## Synopsis
Dorothy et Richard grandissent en amis dans un orphelinat. Lorsqu'un vieil homme visite l'établissement, il veut adopter Richard. Se sentant désolé pour Dorothy, Richard échange sa place avec elle. C'est ainsi que Dorothy se retrouve dans un grand manoir, tandis que Richard reste à l'orphelinat. Un an plus tard, le vieil homme découvre la tromperie.

## Fiche technique
- Titre : Amour de gosses
- Titre original : Blue Skies
- Réalisation : Alfred L. Werker
- Scénario : Malcolm Stuart Boylan (en), d'après la nouvelle de Frederick Hazlitt Brennan (en), The Matron's Report
- Photographie : L. William O'Connell
- Société de production et de distribution : Fox Film Corporation
- Pays de production :  États-Unis
- Langue originale : anglais américain
- Format : noir et blanc — 1,20:1 — son : mono (MovieTone) (musique et effets sonores)
- Genre : drame romantique
- Durée : 60 minutes
- Dates de sortie : 
  - États-Unis : 17 mars 1929
  - France : 18 avril 1930

## Distribution
- Carmencita Johnson : Dorothy May (épisode 1)
- Helen Twelvetrees : Dorothy May (épisode 2)
- Freddie Burke Frederick (en) : Richard Lewis (épisode 1)
- Frank Albertson : Richard Lewis (épisode 2)
- Ethel Wales : Matrone (épisode 1)
- Rosa Gore : Nellie Crouch (épisode 2)
- William Orlamond : concierge
- E. H. Calvert : M. Semple Jones (épisode 1)
- Claude King : Richard Danforth (épisode 2)
- Helen Jerome Eddy
- Dickie Moore :
- Virginia Bruce : une invitée à la fête (non créditée)
- John Darrow : le galant de Dorothy / invité à la fête (non créditée)